# Синевир (озеро)
Синеви́р (Синевирское, Морской Глаз; укр. Синеви́р, Морське Око) — крупнейшее по площади горное озеро Украины, а также самое известное озеро в Украинских Карпатах, расположенное в верховьях реки Теребли. Площадь его водного зеркала около 7 гектаров.

## Описание
Образовалось в послеледниковый период (около 10 000 лет назад) после схода оползня в результате землетрясения (сход песчаника с южной стороны горы Красной), что относит данное озеро к типу завальных.
Синевир находится на высоте 989 метров над уровнем моря, средняя глубина озера — 10—12 метров, максимальная — 24 метра. Из-за высоты расположения и большой глубины во́ды озера даже летом прогреваются всего на 1-2 верхних метра. Озеро питают впадающие в него ручьи.
В центре озера, как зрачок, расположен небольшой остров, отсюда и народное название — Морское Око Карпат.

## Территория
В 1989 году на территориях, окружающих озеро, создан Национальный парк Синевир. В 2004 году озеро было включено в перечень водно-болотных угодий международного значения, подпадающих под действие Рамсарской конвенции.
В озере Синевир водится большое количество форели (озерная, радужная, ручьевая) и раков, но лов запрещён.

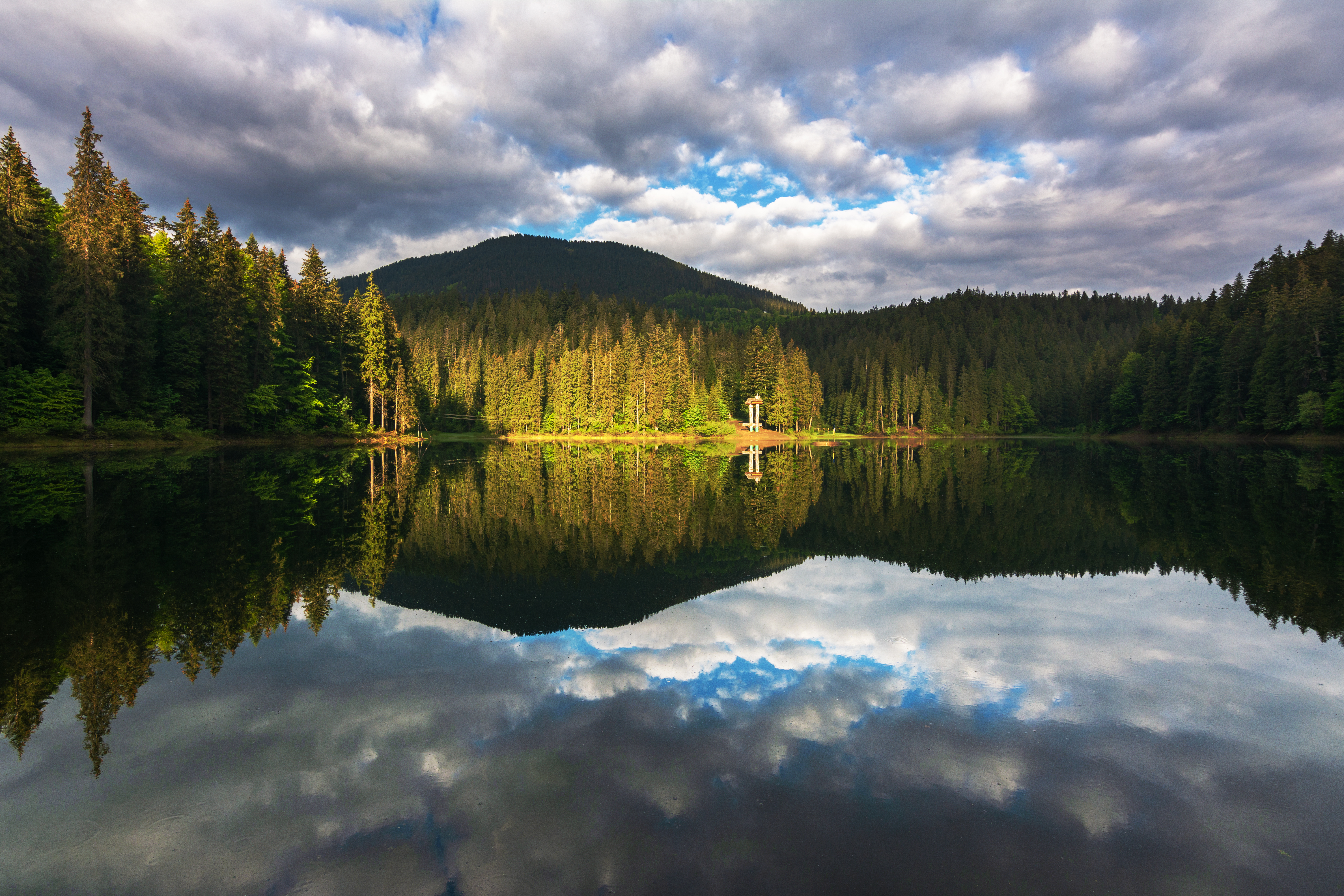
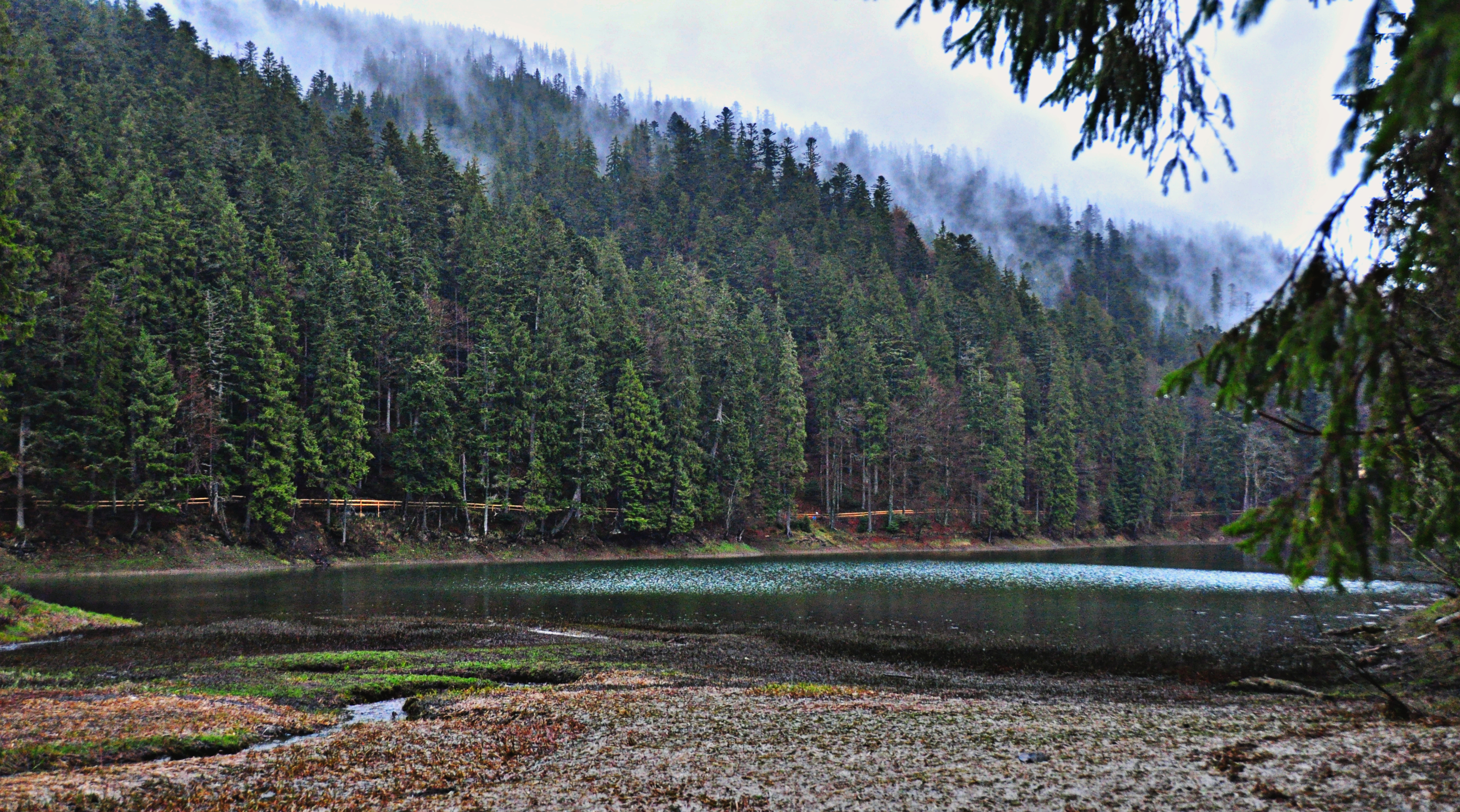
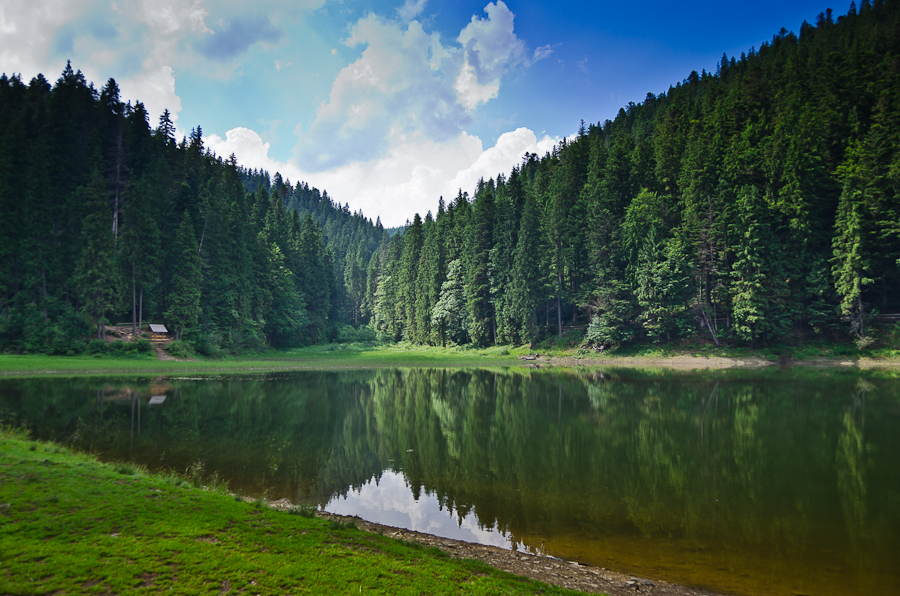

## Легенда
По легенде, озеро образовалось от потока слёз графской дочери — Синь, на месте, где её любимого, простого верховинского пастуха Вира, убили каменной глыбой по приказу графа, чтобы его дочь не смогла быть с простолюдином.
На основе данной легенды у берега озера установлены 13-метровые деревянные монументы «Синь и Вир» (авторы Иван Бровди и Михаил Санич).